# خوسيه لوبيز ميدينا
خوسيه لوبيز ميدينا (بالإسبانية: José López Medina)‏ هو سياسي مكسيكي، ولد في 29 أكتوبر 1939 في ولاية بويبلا في المكسيك. نشط حزبياً في الحزب الثوري المؤسساتي. وقد انتخب عضو مجلس النواب المكسيك.